# Tyler Barnhardt
Tyler Davis Barnhardt (Raleigh (North Carolina), 13 januari 1993) is een Amerikaans acteur. Hij speelde in diverse films en series, waaronder Senior Year, 13 Reasons Why en This Is Us.

## Levensloop
Barnhardt maakte zijn acteerdebuut als televisieacteur in de AMC-serie Turn: Washington's Spies, waarin hij de rol van Sentry vertolkte. In de jaren die volgde vertolkte hij meerdere rollen in verschillende series, zoals Bull, Scorpion en The Passage.
In maart 2017 maakte Barnhardt zijn debuut als filmacteur in de film Laura Gets a Cat. 
Van augustus 2019 tot en met juni 2020 vertolkte Barnhardt de rol van Charlie St. George in de Netflix-serie 13 Reasons Why. Twee jaar later, in mei 2022, werkte hij weer samen met Netflix; hij vertolkte de rol van jonge Blaine Balboa in de film Senior Year.

## Filmografie

### Film
- 2017: Laura Gets a Cat, als Dylan
- 2017: Essex, als Jake
- 2022: Senior Year, als jonge Blaine Balboa
- 2024: Pelican, als man

### Televisie
- 2016: Turn: Washington's Spies, als Sentry
- 2016: The Jury, als Michael Cleary
- 2017: Underground, als Matthew Roe
- 2017: Bull, als Carter Hayes
- 2017: Scorpion, als Airman Jacobs
- 2018: Suspicion, als Marco
- 2019: The Passage, als Jacob
- 2019-2020: 13 Reasons Why, als Charlie St. George
- 2020: Tales from the Loop, als Danny Jansson
- 2020: All Rise, als Jesse Frost
- 2022-2024: Bel-Air, als Connor Satterfield
- 2022: This Is Us, als Mike
- 2024-2025: The Sex Lives of College Girls, als Calvin